# 列斯碼頭

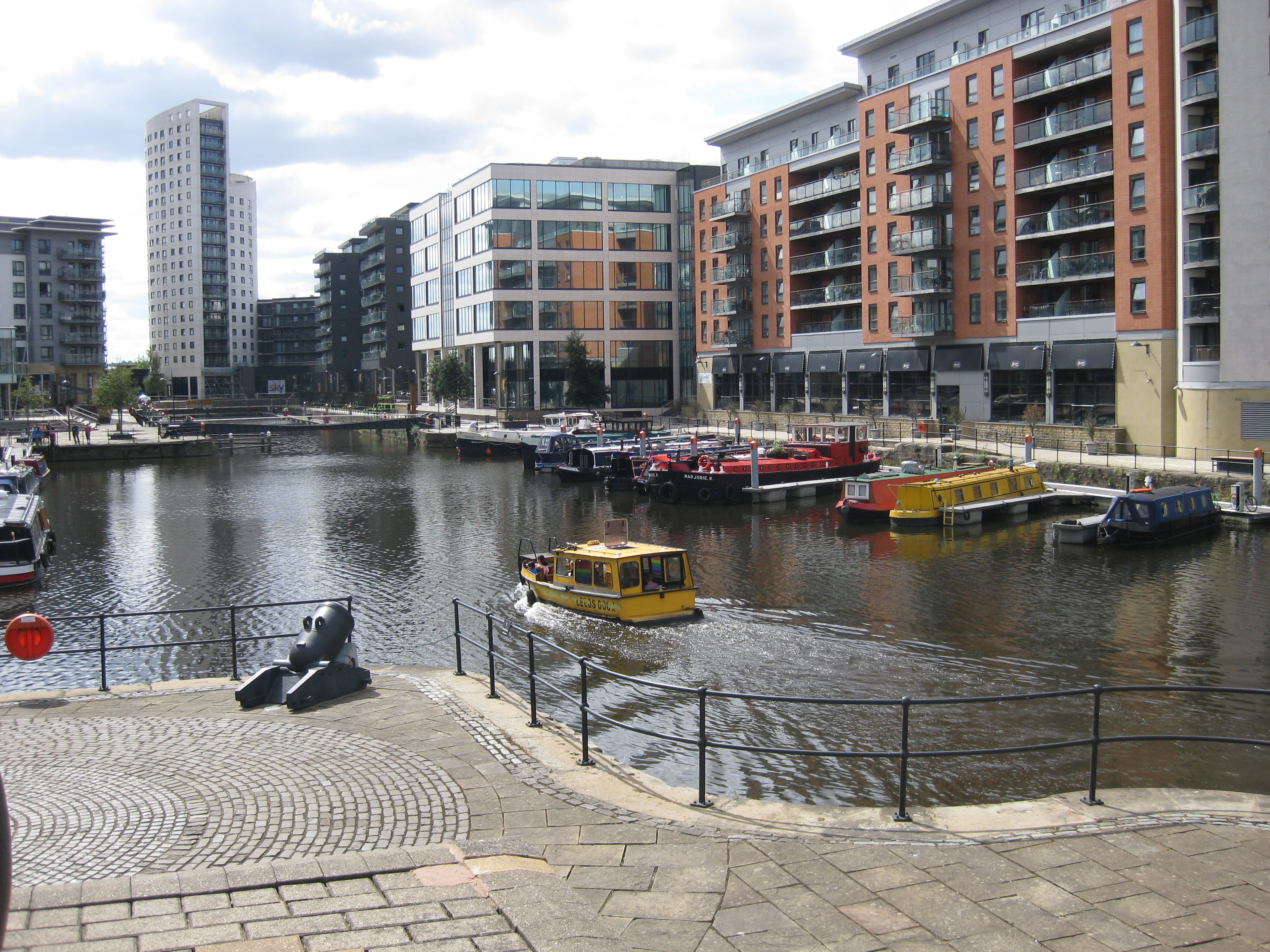
利兹码头的水上出租车

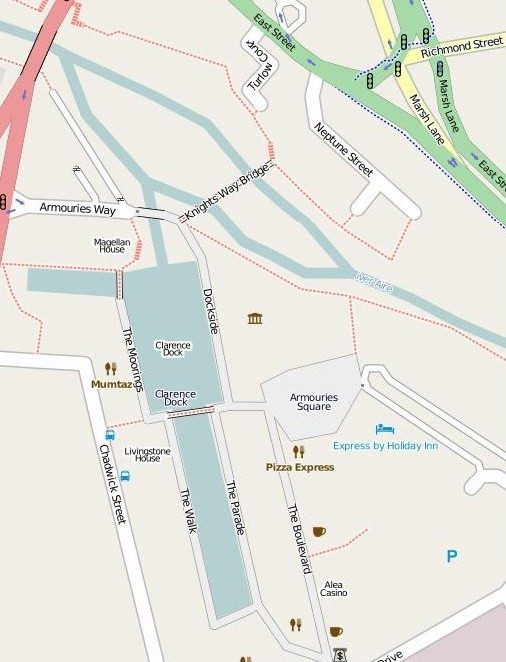
利兹码头及鄰近地區地图

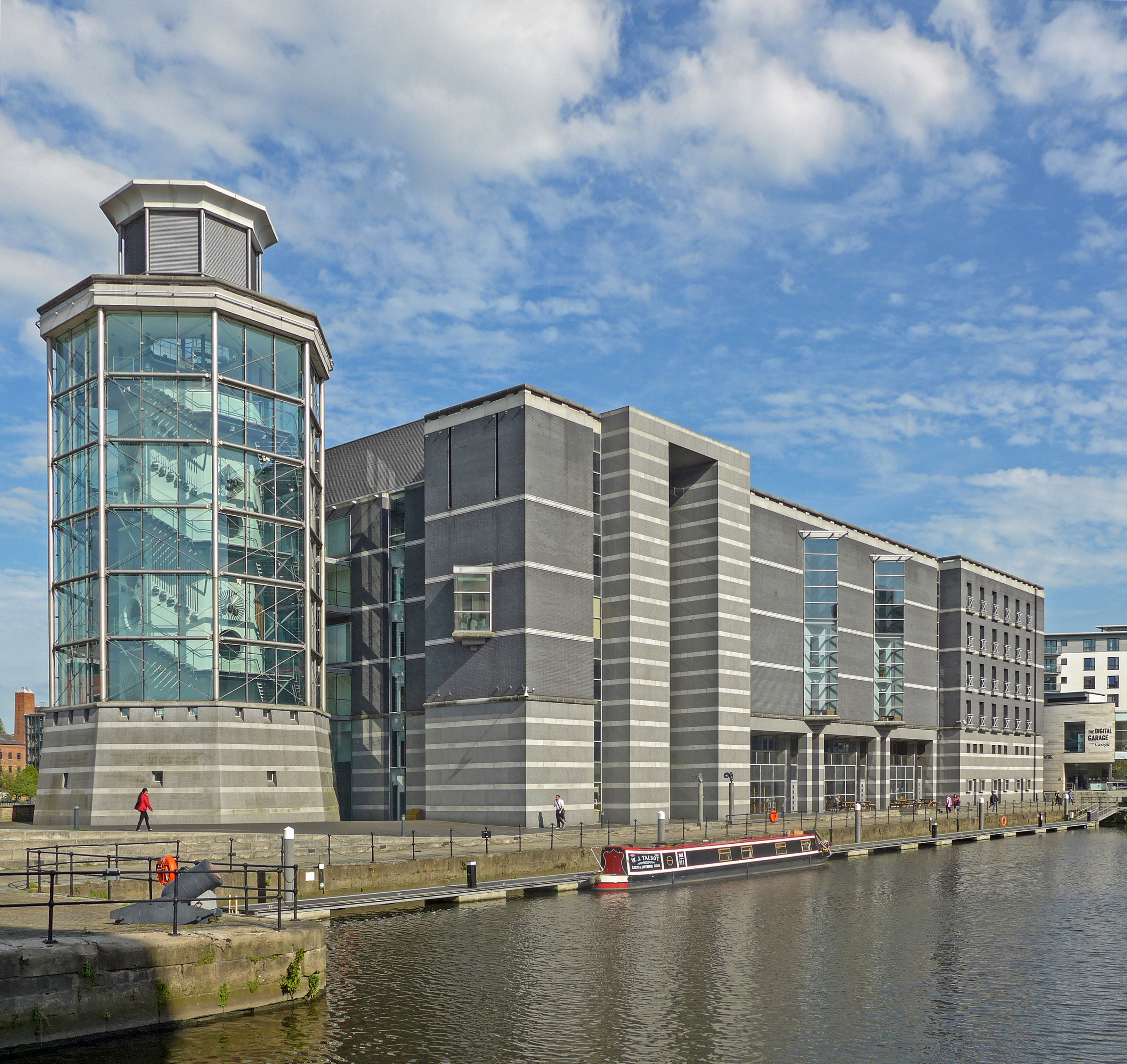
皇家军械博物馆

列斯码头（英語：Leeds Dock；原名新码头，曾用名克拉伦斯码头）是位于英格兰西约克郡利兹市中心艾爾河畔的集零售、办公和休闲为一体的综合开发项目。拥有大量居住在河畔公寓的居民。

## 历史
码头始建於1843年，用于利茲和利物浦運河以及艾尔和考尔德航运公司的船只从利兹市中心转运货物和商品。该通道主要用于将羅斯韋爾和韦克菲尔德周围煤矿的煤炭运往亨斯莱特，以供应那里的重工业以及利兹市中心的商业和贸易。

## 備注
1. ↑  英語：
2. ↑  英語：